# If You Don't Believe, It Can't Hurt You
If You Don't Believe, It Can't Hurt You è il primo EP del gruppo musicale Nothing but Thieves, pubblicato il 29 ottobre 2013 dalla Voleur Records.

## Tracce
1. Graveyard Whistling – 3:54 (Joseph Langridge-Brown, Dominic Craik, Conor Mason, Julian Emery, Jim Irvin)
2. Itch – 3:17 (Larry Hibbitt, Joseph Langridge-Brown, Dominic Craik, Conor Mason)
3. Emergency – 4:26 (Joseph Langridge-Brown, Dominic Craik, Conor Mason)

## Formazione
Gruppo
- Conor Mason – voce
- Dom Craik – chitarra, tastiera, cori
- Joe Langridge-Brown – chitarra, cori
- Dave Dickinson – batteria, tastiera

Altri musicisti
- Julian Emery – basso
- Jim Irvin – cori

Produzione
- Julian Emery – produzione
- Jim Irvin – produzione aggiuntiva
- Mattia Sartori – ingegneria del suono
- Cenzo Townsend – missaggio
- Sean Julliard – assistenza al missaggio
- James Hockely – ingegneria Pro Tools